# La casa de les dagues voladores
La casa de les dagues voladores (títol original en anglès: House of Flying Daggers, xinès: 十面埋伏; pinyin: shi mian mai fu) és una pel·lícula xinesa de l'any 2004, dirigida per Zhang Yimou, amb guió del propi director en col·laboració amb l'escriptor Li Feng, que va debutar com a guionista amb "Hero", i Wang Bin, que va conèixer a Yimou en una tertúlia sobre Ju Dou i que també va col·laborar amb ell a "Hero". La coreografia és del prestigiós Ching Siu-Tung, que va participar també a "Una història xinesa de fantasmes". Aquesta pel·lícula ha estat doblada al català.
El títol xinès és el nom d'una famosa peça de música tradicional xinesa de pipa, que descriu la batalla entre el general Xiang Yu, de l'Estat Chu, i les forces Han, amb anterioritat a la formació de la Dinastia Han (en la banda sonora de la pel·lícula apareix una versió curta tocada amb guitarra). El títol en català, La casa de les dagues voladores, fa al·lusió a una societat secreta (飛刀門) que apareix a la pel·lícula.
Es va rodar a Ucraïna, ja que a la Xina, segons el director, ja no queden grans boscos.
La pel·lícula és del gènere wuxia, similar en estil a Tigre i drac, Hero i Guerrers del cel i la terra.
Com en altres pel·lícules wuxia, les escenes de lluita són l'element més important. La diferència amb La casa de les dagues voladores és que es tracta més d'una pel·lícula d'amor que una típica pel·lícula d'arts marcials.

## Argument
L'any 859, la Dinastia Tang, que antigament havia estat poderosa, es troba en decadència. S'han format nombrosos grups rebels, el major dels quals és la Casa de les Dagues Voladores, amb base al comtat de Feng Tian. Les Dagues Voladores roben als rics per donar-li-ho als pobres, de manera que obtenen el suport dels vilatans.
Els policies locals han aconseguit matar el líder de les Dagues Voladores, però el grup rebel es fa cada vegada més fort, a causa d'un misteriós nou líder. Jin i Leo, dos capitans de policia, reben l'ordre de matar-lo en el termini de deu dies. Els dos policies arresten a Mei (小妹: pinyin: Xiǎo Mèi), una ballarina cega que és sospitosa de ser la filla del vell líder. Quan l'empresonen, Jin i Leo decideixen ajudar-la a escapar per seguir-la fins al seu líder; Jin fingirà ser un guerrer solitari anomenat Vent, i la traurà de la presó. Amb això obtindrà la seva confiança, i espera que així ho guiarà fins a les casernes de les Dagues Voladores. El pla funciona, però Mei i Jin s'enamoren en el camí. A distància els segueix Leo; Jin i Leo es troben en secret per discutir els seus plans. Jin bromeja sobre la seva seducció de la noia; Leo li adverteix que no intimi amb ella.
Per afegir autenticitat a l'engany, Leo i els seus homes persegueixen a la parella: la lluita és, no obstant això, falsa. Més endavant tornen a ser atacats, però aquesta vegada els assaltants semblen reals: Jin i Mei lluiten per les seves vides i són salvats només per la intervenció dels llançadors de Dagues, que romanen invisibles. Furiós, Jin s'enfronta a Leo, qui li explica que ha informat a la cadena de comandament i el seu general ha assumit la persecució. Jin s'adona llavors que poden prescindir d'ell.
De nou, Jin i Mei són atacats pels homes del general. Els sobrepassen notablement en nombre; a l'últim moment se salven quan apareix la Casa de les Dagues Voladores. Jin i Leo són capturats i portats a les seves casernes.
En aquest moment, es produeixen una sèrie de revelacions sorprenents. Mei no és cega, ni tampoc és la filla de l'antic líder, solament ho fingia. Leo és, de fet, un agent encobert de les Dagues Voladores, que han provocat tota aquesta cadena d'esdeveniments per atreure al general a una batalla decisiva. Més encara, Leo està enamorat de Mei: l'ha esperat durant tres anys mentre treballava infiltrat.
Mei, no obstant això, no pot estimar a Leo: durant els últims dies, s'ha enamorat de Jin. Però com Jin és ara un problema, Nia, la líder de la Casa de les Dagues Voladores, li ordena que el mat. En lloc de fer-ho, Mei l'hi porta i ho allibera: Jin li prega a Mei que fugi amb ell, però ella es troba dividida entre el seu amor i el seu haver d'envers la Casa, i ell ha de marxar sol.
En les tràgiques escenes finals, Mei decideix cavalcar a la recerca de Jin, però cau en una emboscada tendida per Leo, amargat pel seu rebuig i consumit per la gelosia deguda a Jin. Mentre Mei està agonitzant, Jin torna per trobar a Leo, i es produeix una èpica batalla d'honor. Al final, tots acaben mortalment ferits: per fi, Jin bressola el cos de Mei mentre Leo es marxa tabalejant cap als boscos.

## Repartiment

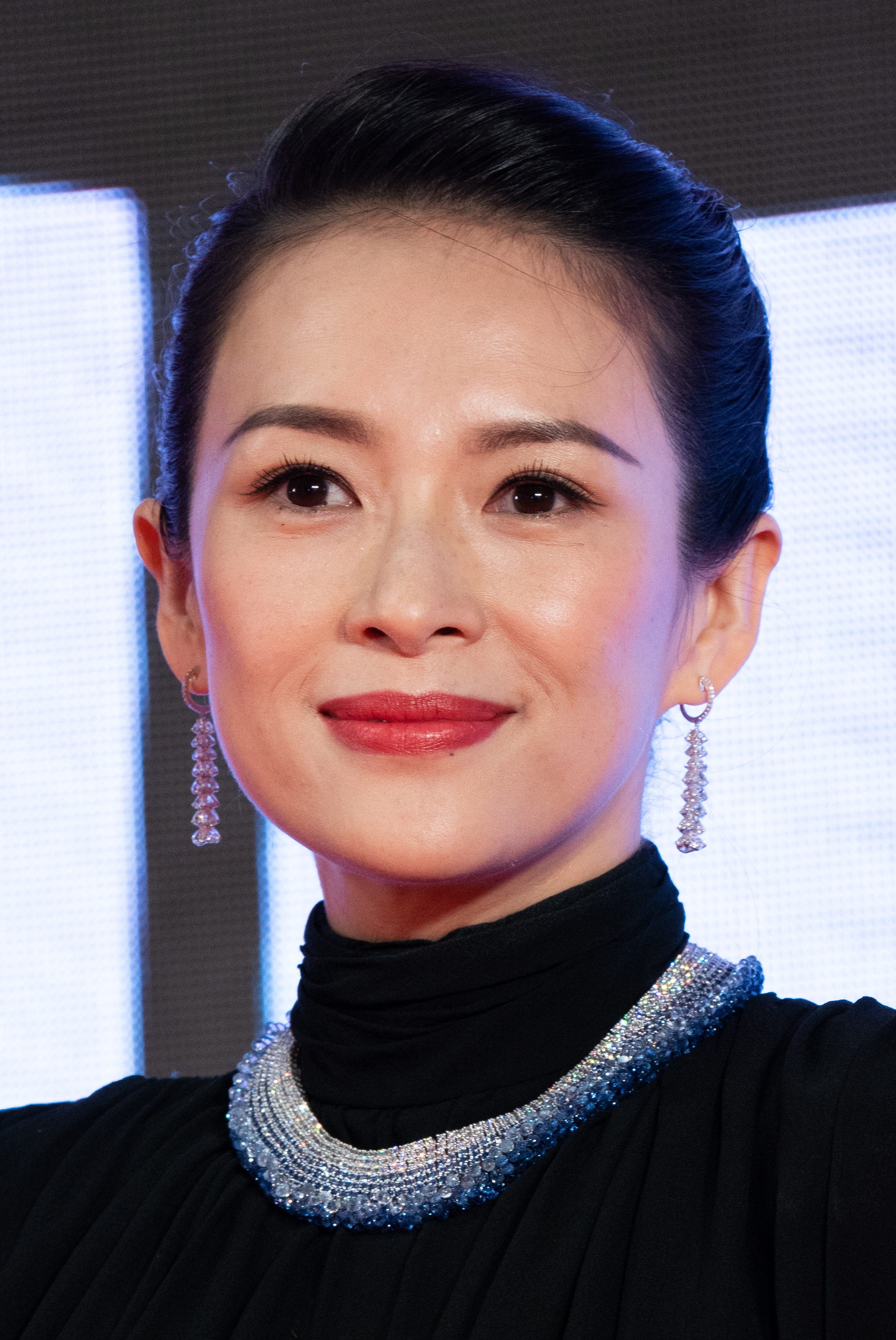
Zhang Ziyi és qui interpreta a Mei.

| Personatge       | Intèrpret         | Veu en català        |
| ---------------- | ----------------- | -------------------- |
| Jin              | Takeshi Kaneshiro | Àlex Messeguer       |
| Leo              | Andy Lau          | Albert Mieza         |
| Xiao Mei         | Ziyi Zhang        | Marta Barbarà        |
| Mestressa        | Dandan Song       | Maria Jesús Lleonart |
| Veus Addicionals | (Veu)             | Joaquim Casado       |
| Veus Addicionals | (Veu)             | Gerard Clos          |
| Veus Addicionals | (Veu)             | Marta Colomer        |
| Veus Addicionals | (Veu)             | David Corsellas      |
| Veus Addicionals | (Veu)             | Sunna Fernández      |
| Veus Addicionals | (Veu)             | Catalina Pericás     |

## Orígens literaris
La pel·lícula narra el tema d'una bella dona que porta aflicció a dos homes. Aquest tema està pres d'un famós poema escrit pel poeta de la dinastia Han Li Yannian (李延年):
北 方 有 佳 人， 絕 世 而 獨 立。
一 顧 傾 人 城， 再 顧 傾 人 國。
寧 不 知 傾 城 與 傾 國。
佳 人 難 再 得。
| Xinès tradicional | Xinès simplificat |
| --- | --- |
| 北方有佳人，絕世而獨立。 一顧傾人城，再顧傾人國。 寧不知傾城與傾國。 佳人難再得。                                                     | 北方有佳人，绝世而独立。 一顾倾人城，再顾倾人国。 宁不知倾城与倾国。 佳人难再得。 |
| Transcripció pinyin | Traducció al català |
| Běifāng yǒu jiārén, juéshì ér dúlì. Yí gù qīng rén chéng, zài gù qīng rén guó. Nìng bù zhī qīng chéng yǔ qīng guó. Jiārén nán zài dé. | Al nord hi ha una bellesa; superant el món, ella està sola. Una mirada seva destruirà una ciutat; una altra mirada enderrocarà una nació. No es pot saber si serà una ciutat o una nació la que serà enderrocada. Però seria difícil contemplar tanta bellesa una altra vegada. |